# Localhost (chương trình)
Localhost là một trình khách BitTorrent. Localhost là một phiên bản chỉnh sửa của trình khách Azureus phiên bản 2.3.0.4. Vì vậy localhost và Azureus có thể tương thích ngược với nhau.